# Regiões da Suíça
"Regiões da Suíça"
- Appenzell
- Bernese Jura
- Bernese Oberland
- Central Switzerland
- Eastern Switzerland
- Engadin
- Fricktal
- Jungfrauregion
- Languages of Switzerland
- Lemánica (Região)
- Lower Engadine
- Northwestern Switzerland
- Prättigau
- Seeland (Switzerland)
- Swiss Alps
- Swiss plateau
- Toggenburg
- Üechtland
- Unterwalden
- Val Lumnezia
- Val Poschiavo
- Val d'Illiez
- Zurich metropolitan area